# Kites
Kites is het achtste album van Jade Warrior, het wordt gezien als een van de topalbums van de band, samen met opvolger Way of the sun. De albums die Jade Warrior op Island Records uitbracht lieten een stijgende lijn zien naar het einddoel, dat uiteindelijk Way of the sun moest zijn; een steeds verdere verfijning van hun muziek, terwijl de basis gelegd tijdens hun Vertigo-albums niet vergeten werd. Het album is opgenomen in een tijdperk dat de compact disc nog ver weg was, maar de enorme dynamiek was geknipt voor dat medium. Echter in het Cd-tijdperk was deze band goeddeels alweer vergeten, uitgaven vonden op dat medium vonden pas veel later plaats. Het album is opgenomen gedurende negen maanden (de opzet was veertien dagen!) tijd in de Argonaut Studio  en Island Studio te Londen, met Tom Newman achter de knoppen. In aanvulling op Duhig en Field werd een hele rij musici ingehuurd om het album te nemen. 
In feite bestaat het album uit twee delen. Deel en kant 1 van de langspeelplaat is een vijfdelige muzikale interpretatie van Paul Klees schilderij Pflanzen Erd und Luftreich met een zonsopkomst, en wind. Deel en kant 2 is een zevendelig muzikaal portret van Zen. In weerwil van de beide onderdelen vormt het gehele album een suite, aan het eind komt muziek uit het begin terug. Het begin van het album is alleen te horen bij het (bijna) volledig opendraaien van de volumeknop; vlak daarna is een aantal gongs te horen, een unicum binnen albums met popmuziek.    

## Musici
- Tony Duhig en Jon Field – alle muziekinstrumenten behalve:
- Pete Gibson – blaasinstrumenten Songs of the forest en Wind borne
- Clodagh Simmons – koor Songs of the forest en Wind song
- Debbie Hall – viool Wind song en The emperor kite
- Willie – snaar- en grote trom Songs of the forest
- Graham Morgan – slagwerk The emperor kite en Quietly by the riverbank '
- Coldridge Goode – basgitaar  Wind borne
- Jeff Westley – elektrische piano  Wind borne
- Fred Frith – viool Teh Ch’eng: Dou you understand?
- Joe O’Donnell – violen Arrival of Chia Shan: Disclosure and liberation
- Strijkkwartet The emperor kite en Quietly by the riverbank.

## Muziek
- alle van Duhig en Field

| Nr. | Titel                                                     | Duur |
| --- | --------------------------------------------------------- | ---- |
| 1.  | Songs of the forest                                       | 3:13 |
| 2.  | Wind song                                                 | 4:05 |
| 3.  | The emperor kite                                          | 1:58 |
| 4.  | Wind born                                                 | 4:52 |
| 5.  | Kite song                                                 | 3:04 |
| 6.  | Land of the warrior                                       | 3:29 |
| 7.  | Quietly by the river bank                                 | 3:20 |
| 8.  | Arrival of the emperor (What does the venerable sir, do?) | 1:07 |
| 9.  | Teh Ch’eng: Do you understand?                            | 2:32 |
| 10. | Arrival of Chia San: Disclosure and liberation            | 4:10 |
| 11. | Towards the mounatins                                     | 2:04 |
| 12. | The last question                                         | 0:36 |